# Slottet Tanzenberg

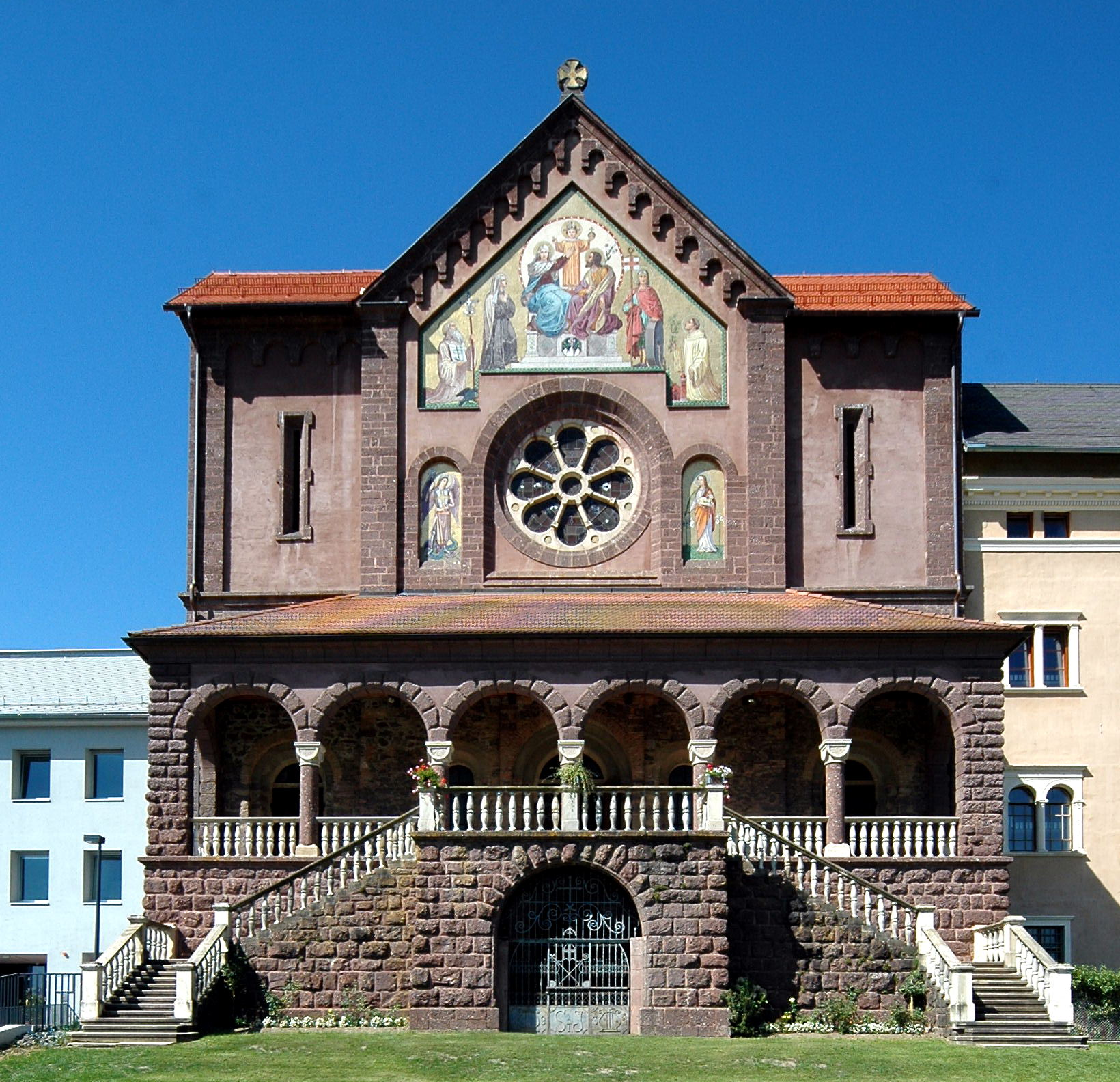
Torget

Slottet Tanzenberg är ett renässansslott i orten Tanzenberg i det österrikiska förbundslandet Kärnten.
Slottet omnämndes för första gången år 1247. 1515 började bröderna Siegmund och Wolfgang av Keutschach med bygget av dagens anläggning. Slottet består av fyra trakter kring en fyrkantig innergård.
På 1800-talet förföll byggnaderna. 1891 köpte Georg av Gutmannsthal slottet och började med renoveringen och ombyggnaden. De första två våningarna är från 1500-talet och har arkadgångar mot innergården. Delar av den nordöstliga trakten utgörs av den medeltida borgen.
1898 förvärvades slottet av olivetanorden som lät bygga en kyrka där festsalen fanns. 1942 exproprierades klostret av nationalsocialisterna som använde slottet som centralbibliotek för partiskolan. Efter andra världskriget lämnades slottet tillbaka. 1946 inrättade stiftet Gurk ett prästseminarium och en internatskola. 1953 köpte stiftet klostret och utvidgade skolverksamheten. Idag inhyser slottet ett förbundsgymnasium med daghem och internat.